# تشيغدم عناد
تشيغدم عناد (بالتركية: Çiğdem Anad)‏ (ولدت في 2 أكتوبر عام 1962 في مدينة أنقرة) كاتبة، ومذيعة ومراسلة صحفية.
على الرغم من أن تشيغدم عناد أنهت تعليمها الجامعي بكلية الزراعة بجامعة أنقرة عقب تعليمها بكلية ساوث بلندن الإ أنها فضلت العمل في مجال الإعلام. وعملت تشيغدم عناد من عام 1998 حتى عام 2006 كمذيعة ومنسقة أخبار على قناة الأخبار التركية «سي إن إن». كما أنها أذاعت نشرات الأخبار الرئيسية بعنوان «وكالة».
بدأت تشيغدم عناد وظيفتها كمراسلة صحفية بوكالة أنباء «تي أر تي» في عام 1987. وحتى عام 1990 عملت تشيغدم عناد كمخرجة لبرامج مسابقات بعنوان «حقائق»، ومساعدة في إنتاج برامج السيرة الذاتية بعنوان «الملف الشخصي»، ومساعدة أيضاً في إخراج برنامج «يبدأ اليوم»، ومخرجة لبرنامج «الاقتصاد» ومذيعة أيضاً. وبعد ذلك عملت تشيغدم عناد كمراسلة لتلفزيون ستار لفترة ما. وخلال أعوام 1991 – 1993 عملت تشيغدم عناد كمراسلة صحفية لبرنامج اثنين وثلاثون يوماً في التلفزيون ثم خلال أعوام 1993 – 1997 عملت كمخرجة ومذيعة لبرنامج «الوجهة النهائية». قدمت تشيغدم عناد برنامج بعنوان «نعم – لا» على شاشة قناة «إن تي في». وبعد ذلك عملت لمدة تسع أعوام في قناة «سي إن إن» التركية ثم استقالت من العمل. وفي عام 2007 قدمت تشيغدم عناد برنامج دردشة بعنوان «هيا تعالى وكن معنا» على شاشة قناة «إن تي في». وفي عام 2009 قدمت برنامجاً سياسياً يعرض يوم الخميس بجانب برنامج عشر سيدات. وفي النهاية إضطرت للرحيل عن قناة «إن تي في» التي كانت تعمل بها.
هناك كتابين لتشيغدم عناد بجانب إنتاج لأفلام وثائقية.

## كتب وثائقية
•	الأرجنتين «دولة المفقودين»
•	فنزويلا (الدولة المتمردة على أمريكا) هناك أخوة تشارك معلومات غير متاحة.

## كتبها
•	أين أنت فالحياة تمر؟
•	إلى أين يرحل عقلي ويدي؟